# Щуровський Іван
Іван Щуровський (? — бл. 1800) — львівський скульптор доби рококо.

## Біографія
Був челядником і можливо, учнем львівського скульптора Антона Штиля. Перші згадки про майстра походять з посмертного інвентарного опису майна Антона Штиля 1770 року. Після смерті Штиля працював самостійно. Займався в переважно орнаментальною пластикою, виконуючи вівтарі для храмів, меблі. Працював при реставрації Латинської катедри 1772 року, Святоюрської катедри, при реставрації фасаду домініканського костелу, разом із рядом інших скульпторів. Відомо про велику кількість челядників Щуровського, через що львівський дослідник Володимир Вуйцик припускає, що майстерня скульптора створила велику кількість рококових вівтарів та іконостасів у селах Галичини.
4 січня 1777 року канонік Петро Білянський як представник Львівської греко-католицької митрополичої капітули подав позов щодо невиконання умов угоди на виготовлення двох бічних вівтарів і та проповідальниці для собору святого Юра, укладеної 7 січня 1772 року Іваном Оброцьким, Іваном Щуровським, Семеном Стажевським і Лазарем Паславським, після чого вони отримали 1000 злотих польських завдатку. Відповідачі не могли повернути отриману суму, тому війтівський суд вирішив, що сплата боргу буде забезпечена нерухомістю Оброцького та Стажевського, зокрема, двориком Оброцьких. Справа розглядалась до 1784 року, хоча, згідно рахунків катедри з травня 1779 року, роботи мали бути тоді виконані.
Будинок скульптора знаходився при площі, що нині має назву Старий Ринок, поруч з костелом Івана Хрестителя. Був греко-католиком, належав до парафії церкви святого Миколая. Відомо про смерть дружини скульптора 9 жовтня 1787 року. Мав сина Венедикта та доньок Олену і Анну.
Останні роки діяльності Щуровського припадають на час, коли творили перші скульптори раннього львівського класицизму, такі як брати Йоган і Гартман Вітвери.
Помер близько 1800 року (точна дата невідома). Діяльність Щуровського вивчали українські дослідники Михайло Драган, Володимир Вуйцик, та польські — Збігнєв Горнунг і Тадеуш Маньковський.

## Роботи Івана Щуровського
- Меблі для палацу греко-католицьких архієпископів (частково збережені). Каміни для того ж палацу, виконані спільно із Андрієм Осовським за проектом Франциска Кульчицького. Меблі для будинку Михайла Жевуського (будинок на Площі Ринок, 3), пізніше кам'яні оздоби для будинку Жевуського на Галицькому передмісті.
- Перебудова іконостасу Святоонуфріївської церкви у Львові (1777 рік, не збережений, на його місці новий, що походить з 1908 року). Виконав проект іконостасу каплиці Св. Трійці при монастирі.
- Царські врата іконостасу церкви святого Миколая Крехівського монастиря, різьбярські роботи для інших вівтарів цієї ж церкви (1778).
- Ймовірно автор різьбярських робіт іконостасу церкви святого Миколая у Львові (не збережений).
- Чотири вівтарі костелу домініканок у Львові (у співавторстві з Антоном Штилем). Після передачі костелу греко-католикам і влаштування там семінарської церкви Святого Духа, виготовив новий іконостас (знищений разом із храмом під час бомбардування 1939 року, збережено фрагменти, існують фотознимки). Старі вівтарі були продані Успенській церкві і встановлені при стовпах. Два іконостаси Успенської церкви 1855 року без ікон перепродали Святоюрській катедрі (від XX ст. місцезнаходження невідоме), ще два вівтарі, також без ікон, продали до костелу села Острів (нині Шептицький район).
- «Castrum doloris», встановлений у Святоюрській катедрі у зв'язку зі смертю Марії Терезії (1780, зберігся проєкт).